# Un gangster revient de Brooklyn
Pour plus de détails, voir Fiche technique et Distribution.
Un gangster revient de Brooklyn (Un gangster venuto da Brooklyn) est une comédie policière hispano-italienne de Emimmo Salvi sortie en 1966.

## Fiche technique
- Titre français : Un gangster revient de Brooklyn[1]
- Titre original : Un gangster venuto da Brooklyn[2]
- Réalisation : Emimmo Salvi
- Scénario : Joaquín Romero Hernández, Benito Ilforte, Joaquín Romero Hernández, Emimmo Salvi, Sergio Tocci, Raniero Di Giovanbattista
- Photographie : Mario Parapetti
- Montage : Cesare Bianchini, María Luisa Soriano
- Musique : Romano Rizzati
- Production : Lucio Battistrada  Raniero Di Giovanbattista  Ricardo Sanz
- Sociétés de production : Cineradi (Rome), Astro Film (Madrid)
- Format : Couleurs par Eastmancolor - 2,35:1 - Son mono - 35 mm
- Pays de production :  Italie -  Espagne
- Langue de tournage : italien
- Genre : Comédie policière
- Durée : 90 minutes
- Dates de sortie : 
  - Italie : 6 octobre 1966
  - France : 21 juin 1967
  - Espagne : 11 août 1969

## Distribution
- Evi Marandi : Juillet
- Little Tony : Giorgio Buratti
- Akim Tamiroff : Joe Montano
- Oreste Palella : Romolo Buratti
- Furio Meniconi : Furio
- Fiodor Chaliapine fils :
- Gabriella Andreini : Lola
- Angela Luce : Marina
- Mirella Pamphili : Luisa
- Liliana Zagra : Liliana
- Dante Maggio : Dante
- Cecilia Perra : Maria
- Umberto Pergola : Umberto
- Franco Doria : Lucio
- Steve MacCrea : Steve
- Tony Pulcini : Tony